# Најбољи рагби тренер године
Најбољи рагби тренер године (енгл. World Rugby Coach of the Year) је награда коју додељује Светска рагби федерација на крају сваке године. Највише пута су до сада ову награду освајали стратези са Новог Зеланда. Листа освајача награде за најбољег рагби тренера на свету:
- 2001. Род Меквин (Аустралија)
- 2002. Бернард Лапорте (Француска)
- 2003. Сер Клајв Вудвард (Енглеска)
- 2004. Џек Вајт (Јужноафричка Република)
- 2005. Сер Грахам Хенри (Нови Зеланд)
- 2006. Сер Грахам Хенри (Нови Зеланд)
- 2007. Џек Вајт (Јужноафричка Република)
- 2008. Сер Грахам Хенри (Нови Зеланд)
- 2009. Деклајн Кидни (Ирска)
- 2010. Сер Грахам Хенри (Нови Зеланд)
- 2011. Сер Грахам Хенри (Нови Зеланд)
- 2012. Стив Хансен (Нови Зеланд)
- 2013. Стив Хансен (Нови Зеланд)
- 2014. Стив Хансен (Нови Зеланд)
- 2015. Мајкл Чеика (Аустралија)